# Saison cyclonique 1995 dans l'océan Atlantique nord
La Saison cyclonique 1995 dans l'océan Atlantique Nord commence officiellement le 1er juin 1995 et se finit le 30 novembre 1995. Ces dates conventionnelles délimitent la période durant laquelle il est le plus probable qu'un cyclone tropical se forme. L’ouragan Allison se forme le 2 juin, et respecte la convention. En revanche, l’ouragan Tanya est très proche de la moyenne climatologique, et se dissipe le 3 novembre. La saison est l’une des plus actives qu’ait connu l’Atlantique Nord. Avec 19 cyclones nommés, cela représente une honorable troisième place aux côtés de la saison cyclonique 1887 et la saison cyclonique 2005. Le nombre d’ouragans est tout particulièrement élevé, puisqu’il s’en forme 11, proche du record de l’époque (qui sera pulvérisé en 2005), établi à 12 par la saison cyclonique 1969 dans l'océan Atlantique nord (en).
La première explication peut venir de l’Oscillation atlantique multidécennale, qui a basculé en phase positive cette année. Les anomalies des températures ont été remarquables. Pour donner une idée, il faut attendre 2003 et les années suivantes pour retrouver de telles anomalies de température dans l’Atlantique tropicale. La propagation du réchauffement liée au précédent Niño qui a duré jusqu’au printemps a peut-être aussi joué un rôle. De plus, un événement La Niña se met en place durant l’été. Le schéma de circulation atmosphérique globale semble cependant exagéré au vu de l’intensité de l’événement, et d’autres phénomènes ont sans doute contribué à abattre le cisaillement du vent. Les conséquences présentes, avec une saison 1995 active.

## Bilan

### Description de la saison
Le mois de juin se limite à la formation de l’ouragan Allison, mais il est néanmoins précoce, un ouragan au mois de juin n’étant pas courant. Le mois de juillet est actif, mais sans excès particulier. Barry, en début de mois, touchera Terre-Neuve. Chantal, deux jours plus tard annonce l’avènement des ouragans capverdiens. Dean affecte le Texas. Erin se forme le dernier jour du mois et touche la Floride et la Louisiane.
Le mois d'août présente en son temps un record pour le nombre de cyclones tropicaux nommés, à égalité avec 1933. Août 2004 est depuis passé par là, avec 8 cyclones tropicaux nommés. Felix, premier ouragan capverdien et premier ouragan majeur de la saison, et Gabrielle se forment en début de mois. Mais à partir du 22, se succèdent Humberto, Iris, Jerry, Karen et Luis, qui restera tristement célèbre dans les Antilles françaises. Paradoxalement, le mois de septembre fut plutôt calme, et l’activité cyclonique s’essouffle à partir de la fin du mois d’août. Seul l’ouragan Marilyn, qui suivra les pas de Luis, se forme durant le mois. Il faut attendre le 26 septembre, avec la formation de l’ouragan Noel, puis le lendemain, de l’ouragan Opal, pour voir une reprise de l’activité. L’explication la plus plausible est une rétroaction négative due au passage répété d’ouragan au-dessus de l’Atlantique. En effet, la succession de cyclones tropicaux provoque un phénomène de remontée d'eau des profondeurs (« upwelling »). De plus, il brasse les couches de l’océan. Ceci induit un refroidissement transitoire qui inhibe l’activité cyclonique. 
Le mois d'octobre a une activité cyclonique toujours présente, mais surtout qui reste concentrée à l’Atlantique, alors qu’habituellement, elle se replie dans la mer des Caraïbes. Après l’activité intense des derniers mois, l’utilisation du « P » (Pablo), puis du « R » (Roxanne), puis du « S » (Sebastien) , et enfin du « T » (Tanya) sera une première. Pablo sera le dernier ouragan capverdien. L’activité ne faiblit pas pour autant, Roxanne, en dévastant l’Amérique centrale, suivra.  Sebastien puis Tanya achèveront cette saison. Le mois de novembre ne connait aucune activité. En effet, durant cette saison, les conditions n’ont jamais été particulièrement favorables dans la mer des Caraïbes. Mais l’activité cyclonique devient très difficile dans l’Atlantique Nord, où commence la saison froide. Ainsi, il n’existait plus d’endroits propices aux cyclones tropicaux.

### Noms des tempêtes 1995
La liste des noms utilisée pour nommer les tempêtes et les ouragans en 1995 était exactement la même que celle de 1989, à l'exception de Humberto qui remplace Hugo. À la suite des dégâts importants qu'ils ont causés et selon la tradition, les noms Luis, Marilyn, Opal et Roxanne ont été retirés pour être remplacés par Lorenzo, Michelle, Olga  et Rebekah en 2001.
Les noms Humberto, Luis, Marilyn, Noel, Opal, Pablo, Roxanne,  Sebastien  et  Tanya ont été utilisés pour la première fois lors de cette année 1997. C'est le plus important renouvellement d'une liste, à égalité avec 1955, puis 2004. La saison cyclonique 2005 fera évidemment mieux, avec 5 noms retirés. Ceux en gris n'ont pas été utilisés. 
| - Allison - Barry - Chantal - Dean - Erin - Felix - Gabrielle | - Humberto - Iris - Jerry - Karen - Luis* - Marilyn* - Noel | - Opal* - Pablo - Roxanne* - Sebastien - Tanya - Van - Wendy |

* Ces noms ont été retirés de la liste de l'Organisation météorologique mondiale.

## Énergie cumulative des cyclones tropicaux (ACE)
| 1                 | 53.9 | Luis     | 8  | 11.1 | Opal    | 15 | 2.45 | Pablo     |
| 2                 | 29.3 | Felix    | 9  | 8.73 | Tanya   | 16 | 2.12 | Sebastien |
| 3                 | 22.7 | Iris     | 10 | 7.32 | Erin    | 17 | 1.39 | Gabrielle |
| 4                 | 22.5 | Humberto | 11 | 6.53 | Chantal | 18 | .612 | Jerry     |
| 5                 | 21.5 | Marilyn  | 12 | 3.42 | Karen   | 19 | .282 | Dean      |
| 6                 | 16.2 | Roxanne  | 13 | 3.16 | Barry   |    |      |           |
| 7                 | 11.1 | Noel     | 14 | 3.08 | Allison |    |      |           |
| Total=227,1 (228) |      |          |    |      |         |    |      |           |

Le tableau de droite montre l'énergie des systèmes de 2002 selon l'algorithme Accumulated Cyclone Energy (ou ACE) du National Weather Service qui est en gros une mesure l'énergie dégagée instantanément multipliée par sa durée de vie.
Cinq ouragans ont dépassé les 20×104 kt2. Luis, en dépassant même les 50×104 kt2, est remarquablement rare. Pour établir une comparaison, cela représente plus que le total pour nombre de saisons cycloniques entières. La saison est ainsi considérée hyper active, à la cinquième place derrière les saisons cycloniques de 1933, 2005, 1926 et 1893 dans l'océan Atlantique Nord. 

### Chronologie des événements
* Ces noms ont été retirés de la liste de l'Organisation météorologique mondiale.

## Cyclones tropicaux

### OuraganAllison
Allison se forme à partir d'une dépression tropicale détectée au sud-est de Cuba le 2 juin, l'une des formations les plus prématurées enregistrées dans la saison. Continuant sa formation au nord-ouest, Allison se renforce en tempête tropicale le 3 juin, amenant ainsi de fortes pluies et de fortes rafales de vent à Cuba. Bien que les vents s'affaiblissent, la tempête se renforce et atteint le stade d'ouragan le 4 juin. Allison s'affaiblit et rétrograde en tempête tropicale à 23 miles (37 km) à l'est de Carrabelle, Floride, aux États-Unis, le 5 juin ; Allison est ainsi la troisième tempête prématurée à toucher les États-Unis. Allison se déplace dans le nord-est et devient tempête extratropicale. La tempête atteint la côte est, amenant ainsi de fortes pluies et des rafales de vent avant de faire escale en Nouvelle-Écosse pour se dissiper à l'ouest du Groenland.

### Tempête tropicaleBarry
Une dépression des latitudes moyennes, entre les Bermudes et la Caroline du Sud, s'est transformée en système tropical nommé dépression tropicale Deux le 6 juillet. Un fort cisaillement des vents en altitude a d'abord ralenti son intensification mais le 7 juillet, la dépression est quand même devenue tempête tropicale Barry. Un creux barométrique en altitude a permis à la convection de s'intensifier et les vents ont atteint 110 km/h tard en journée. Le 8 juillet, Barry s'est affaibli à 85 km/h et ces vents ont perduré jusqu'à ce qu'elle touche la côte. 
La circulation dans le creux a permis à la tempête de suivre plus ou moins le Gulf Stream. Tôt le 9 juillet, les bandes orageuses ont commencé à se détacher du centre de Barry et le système a touché l'île Hart au large de la Nouvelle-Écosse, Canada, tard en journée. Barry est passé ensuite sur l'île du Cap Breton un peu moins d'une heure plus tard, s'atténuant à peine, puis se dirigea vers Terre-Neuve. 
Cependant, le passage sur les eaux froides du golfe du Saint-Laurent lui a fait perdre toute caractéristique tropicale. Barry est donc devenu un cyclone extratropical tôt le 10 juillet près de la côte ouest de Terre-neuve, accélérant son mouvement. Les restes de la tempête ont traversé le secteur du détroit de Belle Isle puis se sont dissipés au large de la côte du Labrador. 
Des vents de force de tempête tropicale ont été signalés sur terre à Fourchu (Nouvelle-Écosse) (vents soutenus de 78 km/h) et des rafales à 100 km/h à Port-aux-Basques (Terre-Neuve). Sur l’eau, la Plate-forme pétrolière Rowan Gorilla, située juste à l’ouest de l’île de Sable, a rapporté des vents soutenus de 93 km/h et des rafales de 111 km/h. Barry a laissé de fortes pluies dans les provinces atlantiques du Canada, les quantités de pluie les plus importantes se sont retrouvées à la gauche de la trajectoire de la tempête : Halifax (Nouvelle-Écosse) a enregistré 94,2 mm de pluie et Farmington, dans la même province, a reçu la quantité la plus forte à 95,1 mm.
En Nouvelle-Écosse, un mètre d’eau s’accumule par endroits à Dartmouth et certaines rues de la ville sont fermées. Des refoulements d’égout se produisent à Halifax, et des eaux usées envahissent les terrains. Quelques accidents de la route en raison de l’hydroplanage sont également rapportés. Le concours Maritime Old Time Fiddling est annulé le 10 juillet. 

### Tempête tropicaleChantal
La tempête tropicale Chantal s'est développée à partir d'une onde tropicale qui a quitté la côte africaine le 5 juillet. Un centre de rotation est apparu sous cette onde le 12 juillet dans les parages des Petites Antilles,. Cette dépression tropicale a atteint rapidement le niveau de tempête tropicale. 
Les météorologues estimaient que Chantal se dirigeait vers les Bahamas et le gouvernement de ce pays a émis une veille, puis une alerte cyclonique, pour les îles du sud-est et du centre. Ces avertissements couvraient également les îles Turques-et-Caïques. Cependant, la tempête incurva sa trajectoire vers le nord et passa à une certaine distance au large des Bahamas. La cible suivante de Chantal semblait être les Bermudes et les autorités de ce pays ont également émis des veilles cycloniques le 16 juillet. Elles ont été annulées le 18, alors que la tempête passait bien au nord-ouest des îles. 
Tôt le 17 juillet, Chantal avait atteint une intensité très proche de celle d'un ouragan mais cela ne persista pas. Elle est devenue un cyclone extratropical le 20 juillet qui continua d'affecter le transport maritime au large des côtes de l'Amérique du Nord. Cette dépression s’est dissipée deux jours plus tard, le 22 juillet, sans causer de dommages,. 
Bien que la dépression résiduelle de Chantal soit passée au large de la Nouvelle-Écosse et de Terre-Neuve (Canada), ces deux provinces de l'Atlantique ont enregistré des quantités importantes de pluie sur leur façade sud. Il est tombé de 15 à 35 mm de pluie dans l’ensemble des régions touchées mais des cellules orageuses imbriquées ont laissé jusqu'à 67,2 mm à St. Bride’s, sur la péninsule de Burin à Terre-Neuve.

### Tempête tropicaleDean
Un front stationnaire sur le golfe du Mexique a permis la formation d’une onde en altitude qui a donné le 28 juillet la dépression tropicale numéro Quatre en surface. Malgré des conditions favorables, celle-ci s’est déplacée vers l’ouest sans grande intensification. Sa trajectoire s’est incurvée ensuite vers l’ouest-nord-ouest et a commencé à se creuser pour devenir la tempête tropicale Dean le 30 juillet. Elle était alors  à 110 km de la côte du Texas. 
Tôt le lendemain, la tempête toucha la côte près de Freeport alors que ses vents atteignaient 75 km/h et que sa pression centrale était de 999 hPa. Dean est rapidement descendue au niveau de dépression tropicale en entrant dans les terres et continua lentement à se déplacer vers le nord-ouest tout en s’atténuant encore plus. Elle devint un cyclone extratropical le 2 août à la frontière entre le Texas et l’Oklahoma puis remonta vers les Grands Lacs en tant que dépression des latitudes moyennes. 
L’onde de tempête a causé des inondations mineures, en particulier sur l’île de Galveston. La pluie associée à Dean a tracé un arc de cercle passant sur le centre du Texas et de l’Oklahoma et s’étendant jusqu’au sud du lac Michigan. Les quantités les plus importantes ont été rapportées sur le Texas avec 17 pouces (432 mm) à Vernon. 
Ces pluies ont causé des inondations locales dans le sud-est du Texas,. Deux tornades ont été signalées dans le même État mais elles ne causèrent que des dégâts mineurs. En Oklahoma, 40 maisons ont été inondées et 24 véhicules ont été emportés par les flots. Au moins une route principale et plusieurs routes secondaires ont été fermées par les inondations. Bien que les quantités de pluie aient atteint jusqu’à 200 mm par endroits ailleurs, les restes de Dean n'ont causé aucun dégât majeur.
Les dommages associés à Dean ont été estimés à 500 000 USD de 1995 et une seule personne a perdu la vie,.

### OuraganErin
Une onde tropicale a quitté la côte africaine le 22 juillet et s’est dirigée vers les Petites Antilles. Elle a donné naissance à la tempête tropicale Erin le 31 juillet, juste à l’ouest des îles Turques-et-Caïques. Celle-ci faisait face à un important cisaillement des vents en altitude et longea la côte est d’Hispaniola et de Cuba mais devint quand même un ouragan de catégorie 1 le même jour. Après une intensification, les vents du système ont atteint 137 km/h avant de toucher la côte près de Vero Beach (Floride) le 1er août. 
Erin s’est affaibli en passant sur la Floride et il est ressorti dans le golfe du Mexique en tant que tempête tropicale. Il reprit ensuite de la vigueur et redevint brièvement un ouragan de catégorie 2, avec des vents de 155 km/h rapportés à Fort Walton Beach à 60 kilomètres à l'est de Pensacola (Floride), peu avant de toucher la terre une seconde fois le 3 août (cette intensité n'est pas montrée sur la trajectoire à droite, s'étant produite entre les temps aux 6 heures qui y sont pointés),. Traversant les États du Sud et du Midwest des États-Unis, la tempête s’est lentement affaissée. Le 6 août, les restes d’Erin furent finalement absorbés par une dépression frontale sur la Virginie-Occidentale.
Erin était le premier ouragan à frapper les États-Unis depuis Andrew en 1992. Au total, il a causé la mort de 13 personnes et fait pour 700 millions USD (1995) de dommages. Les bandes externes de pluie ont touché la Jamaïque causant l’écrasement d’un petit avion et la mort de ses cinq passagers. Deux autres personnes ont été électrocutées. Même si les Bahamas durent subir par des vents violents et des pluies torrentielles, les dommages y ont été assez peu importants. En Floride, neuf personnes se sont noyées au large des côtes, dont trois quand un navire de croisière a sombré. Sur terre, les vents ont causé des dommages à plus de 2 000 maisons, surtout dans le Panhandle de Floride. Plus d’un million de personnes ont été privées d'électricité également et plusieurs tornades ont été signalées. 
En Alabama, plus de cent maisons ont été endommagées. Entre 50 et 75 % de la récolte de noix de pécan dans le comté de Baldwin a été détruite et des dommages un peu moins élevés ont été rapportés au Mississippi. Ailleurs le long de la trajectoire d’Erin, les pluies ont été importantes.

### Dépression tropicaleSix
La portion sud de l'onde tropicale qui créa la tempête Tropicale Erin a poursuivi son chemin vers la mer des Caraïbes en fin juillet et le 4 août, elle est entrée dans la baie de Campêche. Le jour suivant s'est développée la dépression tropicale Six et celle-ci s'est déplacée lentement vers la côte du Mexique tout en s'intensifiant presque au niveau de tempête. Cependant, le 6 août, en touchant la terre ferme à Cabo Rojo (Veracruz), la friction a mis un frein à son développement. La dépression Six se dissipa donc le 7 août.
L'onde tropicale et la dépression ont donné de la pluie abondante sur l'est du Mexique, jusqu'à 14,45 pouces (367 mm) à Escuintla Chiapas. Le maximum avec la dépression elle-même a été de 12 pouces (305 mm) à Tlaxco, Puebla. Des inondations locales se sont peut-être produites mais aucun dommage ou perte de vie ne furent signalés.

### OuraganFelix
Une onde tropicale a quitté la côte ouest de l'Afrique le 6 août et s'est transformée en dépression tropicale Sept le 8 août, alors qu'elle se trouvait à environ 740 km à l'ouest-sud-ouest des îles du Cap-Vert. La dépression s'est déplacée vers l'ouest-nord-ouest en raison d'une crête subtropicale et s'est approfondie pour devenir la tempête tropicale Felix plus tard dans la journée. L'intensification ultérieure a été plus lente, le système atteignant le statut d'ouragan le 11 août.
En raison des températures élevées de la surface de la mer et d'un léger cisaillement du vent, Felix a commencé à se renforcer rapidement alors qu'il se courbait vers le nord-ouest. Tard le 12 août, l'ouragan a atteint un pic avec des vents soutenus maximum de 230 km/h et une pression barométrique minimale de 929 hPa à la catégorie 4. Il s'est affaibli au cours des jours suivants pour revenir à un ouragan de catégorie 1 le 14 août, après un cycle de remplacement du mur de l'œil et une augmentation du cisaillement du vent.
Une alerte d'ouragan a été en vigueur les 14 et le 15 août pour les Bermudes et Felix n'est passé qu'à 121 km au sud-ouest de l'archipel le 15. Poursuivant sa route vers le nord-ouest, puis le nord, le système est resté au large de la côte est des États-Unis. L'ouragan a brièvement menacé à nouveau les Bermudes, mais est retourné au nord-est et s'est affaibli en tempête tropicale le 20 août. Il a accéléré vers l'est-nord-est et est passé à une courte distance au large de Terre-Neuve, où il est devenu une tempête extratropicale le 22 août. Les restes de Felix ont continué vers le nord-est à travers l'Atlantique jusqu'à se dissiper près des Shetland le 25 août.
De grosses vagues à Porto Rico ont provoqué des inondations côtières mineures à Cataño. Aux Bermudes, la tempête a produit des vents de force proche de celle d'un ouragan qui ont abattu des arbres et des lignes électriques et laissé 20 000 personnes sans électricité. De fortes vagues ont également été signalées aux Bermudes, qui ont endommagé quelques bateaux et hôtels. De plus, le passage de Felix a reporté le référendum sur l'indépendance des Bermudes de 1995. Aux États-Unis, Felix a généré de grosses vagues du nord-est de la Floride au Maine. À New York, deux maisons ont été emportées dans les Hamptons, tandis que 20 à 30 maisons en Caroline du Nord ont subi des dommages mineurs à cause de la mer agitée. En passant au sud-est de Terre-Neuve, Felix a produit des précipitations modérées et de grosses vagues à travers l'île, bien que les dégâts aient été minimes. Felix a aussi causé huit décès par noyade le long des côtes de Caroline du Nord et du New Jersey à cause des courants d'arrachement, et 132 000 $US (1995) de dégâts.

### Tempête tropicaleGabrielle
Une onde tropicale émergea dans l'Atlantique depuis la côte ouest de l'Afrique à la fin du mois de juillet et entra dans le golfe du Mexique le 8 août. Le lendemain, le système développa une faible circulation de bas niveau et fut déclaré dépression tropicale Huit alors qu'il se trouvait dans l'ouest du golfe du Mexique. La dépression s'intensifia rapidement pour devenir la tempête tropicale Gabrielle le 10 août. Gabrielle continua de se renforcer rapidement alors qu'elle se dirigeait vers la côte du Mexique, devenant presque un ouragan tard le 11 août. Elle toucha terre près de La Pesca,Tamaulipas, au Mexique, deux heures plus tard ce qui l'empêcha de se renforcer davantage. Gabrielle s'affaiblit rapidement à l'intérieur des terres et se dissipa tôt le 12 août.
La tempête a donnée des pluies torrentielle certaines régions du Mexique. Le Weather Prediction Center (WPC) a noté un maximum d'accumulations de 494 mm dans le sud du Tamaulipas et il est estimé que des accumulations de plus de 610 mm ont été possibles par endroits,. Malgré les grandes quantités de précipitations, elles ont été considérées comme bénéfiques en raison des conditions de sécheresse dans certaines régions, en particulier dans le Tamaulipas et le Nuevo León. Cependant, dans des régions voisines, les fortes pluies ont inondé les rues et détruit les routes et les ponts. Plus au nord, Gabrielle a donné des pluies faibles à modérées au Texas. Gabrielle a causé six décès au Mexique, tandis que le chiffre des dégâts est inconnu.

### OuraganHumberto
Une onde tropicale formée en Afrique en août, est passée sur Dakar, Sénégal le 19 avant de quitter la côte ouest du continent. La dépression tropicale Neuf est apparue le 2 août sous cette onde dans l’Atlantique. Le système est rapidement devenu la tempête tropicale Humberto six heures plus tard grâce à une température de la mer élevée et un faible cisaillement des vents en altitude.
Se déplaçant sous la circulation ouest-nord-ouest d’un creux barométrique d’altitude, Humberto est arrivé au stade d’ouragan le 23 août et a développé un œil très visible dès le lendemain, atteignant la catégorie 2 de l’échelle de Saffir-Simpson,. Par la suite, il s’approcha de l’ouragan Iris et il est entré dans une rotation avec cette dernière appelée effet Fujiwara . Ceci a affaibli Humberto et il retourna à la catégorie 1 le 26 août. Le 28, l’ouragan était presque redevenu une tempête tropicale et il a été erronément classé à ce niveau temporairement,. Mais Humberto s’est intensifié à nouveau et a atteint un second maximum, juste sous la catégorie2, le 30 août.
Par la suite, l’ouragan s’est affaibli le long de sa trajectoire vers le nord-est et est devenu extratropical le 31 août. Il a finalement été absorbé par une dépression des latitudes moyennes à 6 h UTC le 1er septembre à l’ouest des Açores. Humberto est toujours resté en mer et n’a fait aucun dommage ni victime.

### OuraganIris
L'ouragan Iris est rapidement devenu un cyclone de catégorie 2. Arrivé aux Antilles, il stagne. Les services météorologiques le font passer sur la Martinique, l'île reste en alerte rouge pendant deux jours. Les données changent tout le temps, on place Iris tantôt sur la Martinique, tantôt sur la Guadeloupe. Le cyclone semble jouer avec les services météorologiques et la population. Finalement, Iris, juste arrivé sur la Martinique (environ 100 km) remonte brusquement. Près de 480 mm d'eau sont tombés sur Fort-de-France en 24 heures.

### Tempête tropicaleKaren
Le 23 août, une onde tropicale a émergé dans l'Atlantique depuis la côte ouest de l'Afrique. Peu après, elle s'est transformée en zone dépressionnaire. Au cours des jours suivants, la configuration nuageuse associée au système a fluctué et une dépression tropicale pourrait s'être formée dès le 24 août mais ce n'est que 2 jours plus tard que les images satellite ont indiqué un centre nuageux de bas niveau bien défini. En conséquence, on estime que la dépression tropicale Douze s'est formée à 12 h UTC le 26 août. Cette dernière s'est lentement intensifiée en se déplaçant vers l'ouest-nord-ouest. Bien que les températures de la surface de la mer aient été chaudes, le flux sortant de l'ouragan Humberto a peut-être ralenti le renforcement de la dépression.
La dépression a commencé finalement à développer des bandes orageuses au nord du centre le 27 août, bien que dans l'ensemble, la convection profonde resta désorganisée alors que la forme de la dépression a devenue allongée. Vers 6 h UTC le 28 août, la dépression se renforça pour devenir la tempête tropicale Karen. Tôt le lendemain, celle-ci atteignit son apogée avec des vents soutenus maximum de 80 km/h).
Le 31 août, Karen se déplaça vers le nord-nord-ouest autour de la circulation de l'ouragan Iris entrant en  une interaction de type Fujiwara. Alors que la tempête s'approchait d’Iris, le National Hurricane Center (NHC) commença à prédire le 1er septembre que Karen fusionnerait avec la première. Le lendemain, Karen s'affaiblit pour devenir une dépression tropicale. Tôt le 3 septembre, elle perdit un centre bien défini et fusionna avec Iris à 6 h UTC, près des Bermudes.

### OuraganLuis
Luis est un ouragan capverdien qui est devenu de catégorie 4 dans l'échelle de Saffir-Simpson en traversant l'Atlantique tropical. Il est ensuite passé sur l'île de Barbuda et frôlé les îles de Saint-Barthélémy et Saint-Martin, causant des dégâts catastrophiques sur l'île franco-néerlandaise avant de remonter vers le nord puis se diriger vers l'Est du Canada.
Tout au long de sa trajectoire, entre les Antilles de l'Est et le Canada, 19 personnes sont mortes et les dommages causé ont été catastrophiques, évalués à un peu plus de 3,3 milliards $US (de 1995) (soit environ 5 milliards $US en 2017) de dommages, dont la plus grande partie aux petites Antilles. Il était le cyclone le plus dévastateur sur le bassin Atlantique depuis l'ouragan Andrew en 1992 et à la suite des dégâts et des morts causés, l'Organisation météorologique mondiale a retiré le nom Luis des listes futures de noms pour les ouragans du bassin Atlantique et remplacé par Lorenzo pour la saison 2001.

### Dépression tropicaleQuatorze
Le 4 septembre, une onde tropicale a quitté les côtes africaines et s'est dirigée vers l'ouest à travers l'Atlantique. Le système s’est progressivement organisé et est devenu une dépression tropicale le 9 septembre. Cependant, le NHC n’a pas officiellement déclaré le système « Dépression tropicale Quatorze » avant le 11 septembre, alors qu'il était centré à 1 530 km au sud-est des Bermudes.
Bien que le Centre national des ouragans ait prédit son intensification, peu de temps après les avertissements émis mentionnaient que le passage à tempête tropicale était incertain. La dépression s'est déplacée vers le nord-ouest et a rencontré un fort cisaillement des vents en altitude qui repoussèrent les orages loin du centre le 13 septembre, provoquant sa dissipation.

### OuraganMarilyn
Marilyn se forme le 12 septembre en suivant Luis, et se transforme en ouragan de catégorie 1 le 14 septembre, au moment où elle frappe la Guadeloupe, entraînant des dégâts très importants dus aux précipitations exceptionnelles enregistrées. Sa puissance culmine le 16 septembre où elle atteint la catégorie 3, en touchant Porto Rico. De très nombreux dégâts sont également constatés aux Îles Vierges des États-Unis, avec un bilan total de 13 morts et plus de 2,5 milliards de dollars (1995) de dommages. Elle passe en tempête extra-tropicale le 22 septembre avant de se dissiper le 30 septembre.

### OuraganNoel
Le 22 septembre, une onde tropicale a quitté l'Afrique et trois jours plus tard, une zone convection profonde organisée a commencé à se développer. Après le développement d'un centre dépressionnaire en surface, le système est devenu la dépression tropicale Seize tard le 26 septembre. Malgré la présence de cisaillement du vent en altitude, elle s'est renforcée et est devenue la tempête tropicale Noel le 27 septembre. Se déplaçant vers le nord-ouest, Noel s'est progressivement intensifié pour devenir un ouragan le 28 septembre, avec des vents maximum de 120 km/h. Quarante-deux heures plus tard, après avoir changé sa trajectoire vers le nord-est, Noel affaiblit en tempête tropicale en raison du cisaillement accru du vent.
Noel a maintenu une intensité minimale de tempête tropicale en recourbant ensuite vers le nord-ouest vers un cisaillement plus faible. Le système a même recouvert son statut d’ouragan le 5 octobre, à environ 1 530 km à l’ouest-sud-ouest des Açores. Une fois encore, le système s'est tourné vers l'est et des conditions défavorables l'a affaibli au niveau de tempête tropicale le 6 octobre. Le lendemain, Noel faiblit sous la force de la tempête tropicale et fit une transition à cyclone extratropical qui fut absorbé le 7 octobre par un front froid.
Noel resta toujours en mer et ne fit aucun dégât connu.

### OuraganOpal
L’ouragan Opal est né d'une onde tropicale quittant la côte de l'Afrique mais qui ne s'est vraiment développée que dans la mer des Caraïbes. Il a traversé la péninsule du Yucatán en tant que dépression tropicale le 27 septembre, puis s'est renforcé et s'est déplacé vers le nord dans le golfe du Mexique. Il a atteint la catégorie 4 de l'échelle de Saffir-Simpson avant de toucher une seconde fois la côte le 4 octobre, à la catégorie 3, dans le Panhandle de Floride près de Pensacola. Ses vents étaient alors de 185 km/h).
Opal a dévasté la côte avec une onde de tempête de 5 m puis est entré en Alabama et est redescendu au niveau d,une tempête tropicale dans le Tennessee. Les restes de l'ouragan ont également causé de gros dégâts dans les États du mid-Atlantique avant de se dissiper. Tout au long de sa trajectoire, entre l'Amérique centrale et la vallée de l'Ohio, 63 personnes sont mortes et il a fait pour 5,1 milliards $US (de 1995) de dommages, dont la plus grande partie aux États-Unis. Le nom Opal fut retiré des listes futures par l'Organisation météorologique mondiale à cause de des effets de l'ouragan et remplacé par Olga pour la saison 2001.

### Tempête tropicaleSebastien
Le 13 octobre, une onde tropicale a quitté la côte ouest de l’Afrique pour traverser l’Atlantique. Le 20 octobre, elle est devenue une dépression tropicale après que l'activité orageuse ait augmenté. Douze heures après sa formation, la dépression est devenue la tempête tropicale Sebastien. Bien que le cisaillement des vents devait limiter son intensification, la tempête s’est quand même intensifiée et atteignit son maximum avec des vents soutenus de 100 km/h tard le 22 octobre. À ce moment-là, la convection était en grande partie séparée du centre et la tempête interagissait avec une zone de dépressionnaire près de Porto Rico.
La tempête s'était d'abord déplacée vers le nord-ouest, avant de se diriger vers le sud-ouest dans une zone de cisaillement croissant. Le 24 octobre, Sebastien s'est affaibli en redevenant une dépression tropicale et a ensuite touchée la côte d'Anguilla. Le lendemain, le système s'est dissipé près des îles Vierges des États-Unis, bien que ses vestiges aient poursuivis vers l'ouest.
Le NHC a lancé une veille de tempête tropicale pour les îles Vierges américaines et britanniques et d'autres îles furent mises en alerte à l'approche du système. Se remettant toujours de l’ouragan Marilyn moins d’un mois auparavant, les habitants vivant encore dans une zone sinistrée furent évacués. Cependant, les alertes cycloniques furent interrompues 24 heures plus tard quand la tempête s'est affaiblie. Les restes de Sébastien ont produit des précipitations modérées dans certaines parties de Porto Rico, culminant à 90 mm à Quebradillas.

### OuraganTanya
À la mi-octobre, une onde tropicale venant de la côte africaine a traversé l'Atlantique sans causer le développement d'un système de surface avant le 24 octobre. À ce moment, une zone orageuse est apparue mais ce n'est que le 27 qu'un centre de rotation n'a été visible. Ce dernier a été nommé dépression tropicale Vingt-et-un et a s'est renforcé jusqu'à devenir la tempête tropicale Tanya le même jour. La trajectoire de la tempête était d'abord vers le nord-est sous un creux en altitude mais l'anticyclone des Açores l'a fait tourner assez rapidement vers l'est. 
Tard le 29 octobre, Tanya est devenue un ouragan de catégorie 1 minimal. Il est resté assez bien organisé montrant un œil bien distinct même en passant sur des eaux un peu plus froides. Tanya atteignit une intensité maximale le 30 octobre avec des vents de 135 km/h et une pression centrale de 972 hPa. Tard le 31, l'ouragan est entré sur des eaux beaucoup plus froides et s'est rapidement transformé en cyclone extratropical le 1er novembre mais son champ de vents violents couvrait une plus large zone. 
Tanya est passé près des Açores ce même jour et les vents ont causé l'envol de toits, déraciné des arbres et coupé le courant ainsi que les communications, en plus d'envoyer se promener plusieurs enseignes. Un marin espagnol est décédé par noyade et plusieurs personnes ont été blessées. Les îles de Faial, Pico, Terceira et São Jorge ont été les plus touchées par les vents et plusieurs bateaux ont été coulés.